# Kraaien
Kraaien (Corvidae) of kraaiachtigen zijn een vogelfamilie in de orde van de zangvogels (Passeriformes) en de superfamilie Corvoidea. De familie telt 139 soorten.

## Uiterlijke kenmerken
Deze vogels zijn overwegend zwart, maar sommige gaaien en kitta's zijn bontgekleurd. De lichaamslengte varieert van 20 tot 67 cm.

## Verspreiding en leefgebied
Kraaiachtigen zijn fors gebouwde vogels die overal ter wereld voorkomen, behalve in Nieuw-Zeeland, op enkele Polynesische eilanden en de poolstreken. Kraaiachtigen zijn omnivoor en kunnen zich snel aanpassen aan verschillende soorten leefgebieden. Dit geldt vooral voor in Europa voorkomende soorten als raaf, zwarte kraai, bonte kraai, roek, kauw, ekster en gaai. De raaf is de grootste kraaiachtige, en is op de liervogel na de grootste zangvogel. Ze komen voor in zowel open terreinen als in bosrijke gebieden, van het laagland tot de bergen.

Enkele geslachten en soorten kraaiachtigen
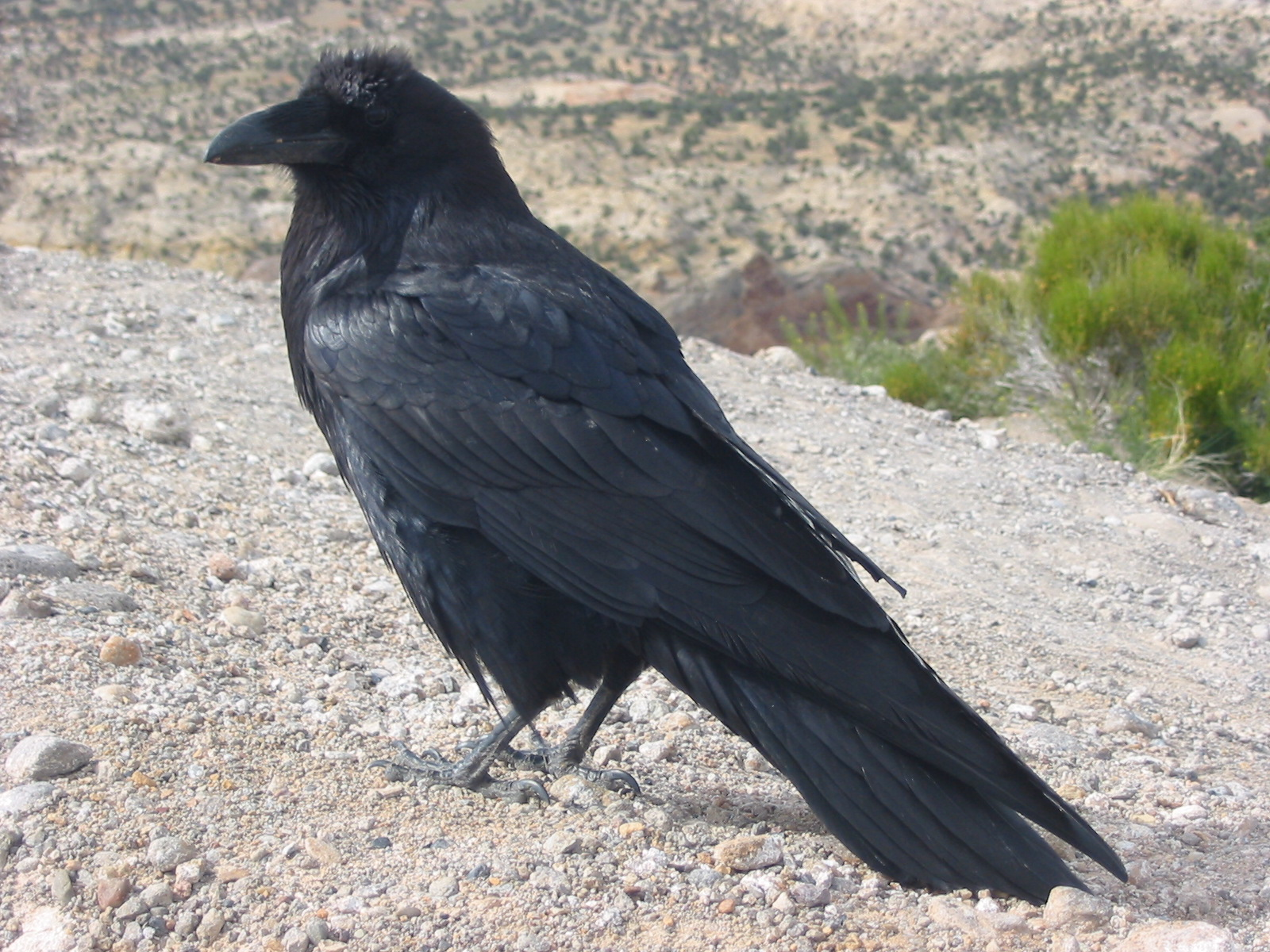
Raaf (Corvus corax)
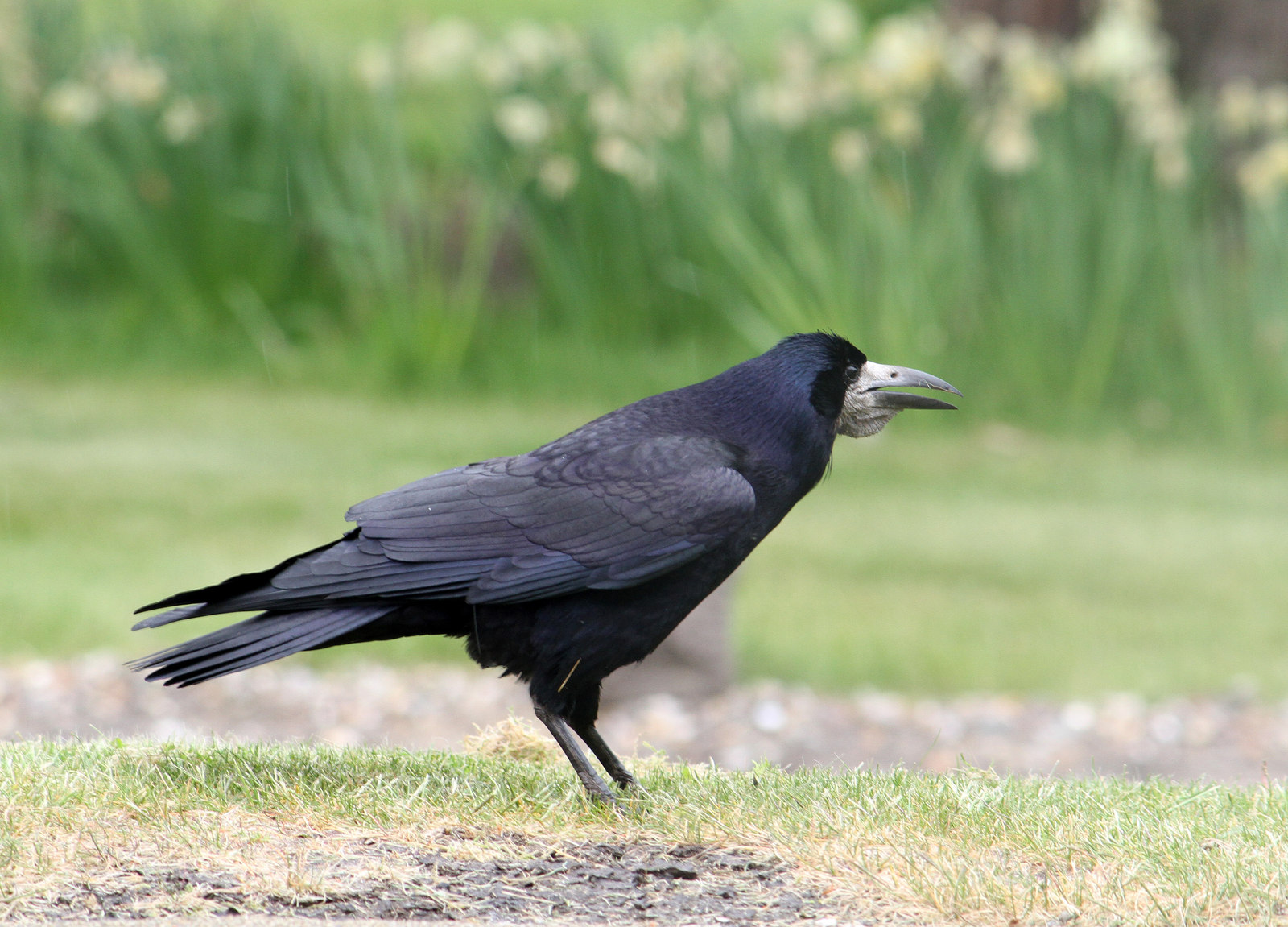
Roek (Corvus frugilegus)
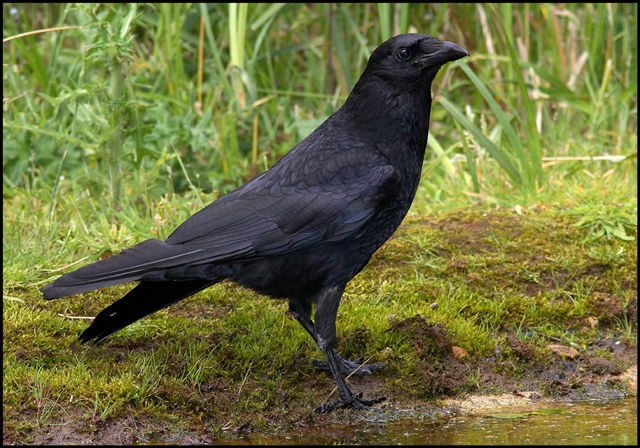
Zwarte kraai (Corvus corone)
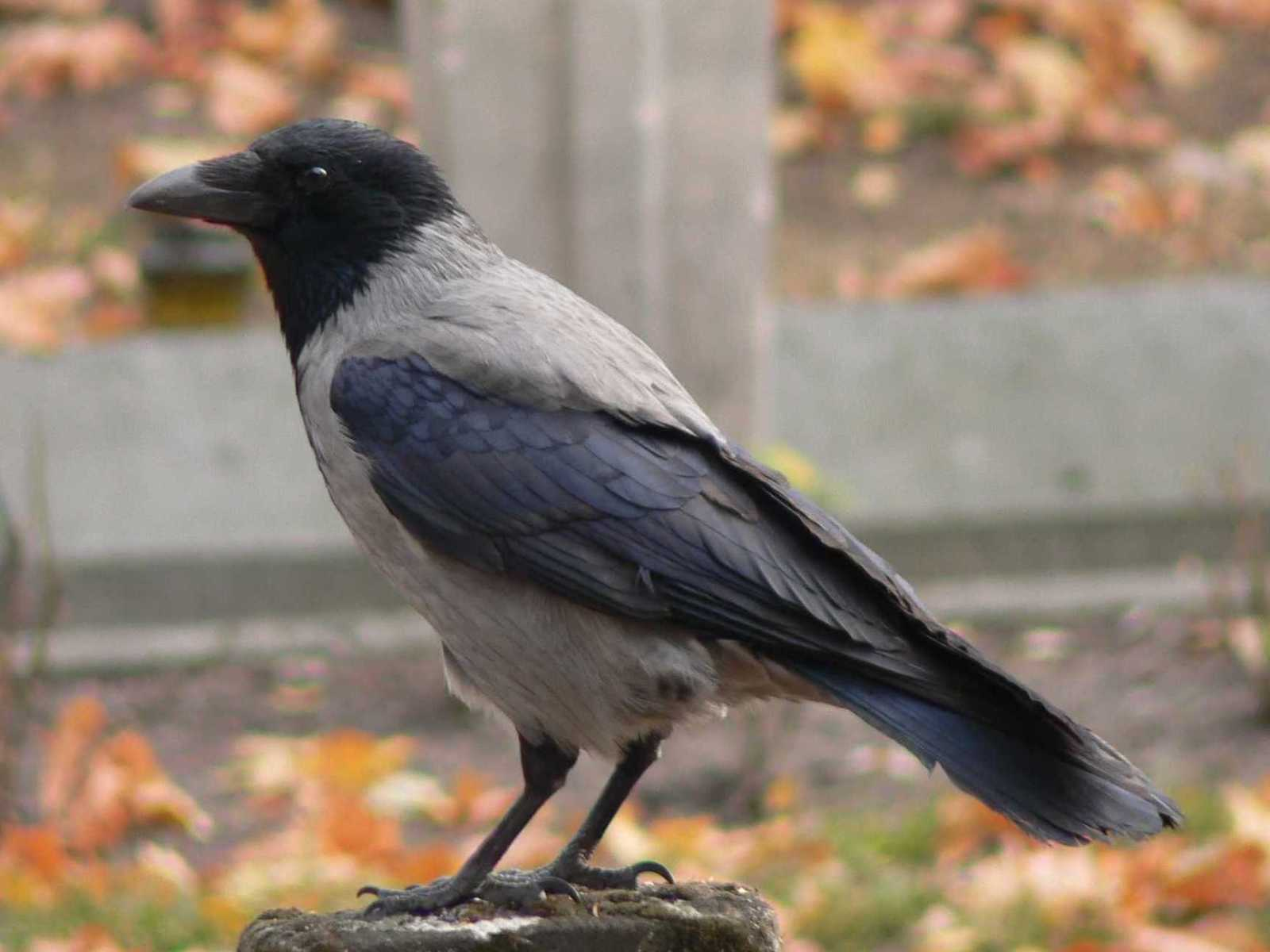
Bonte kraai (Corvus cornix)
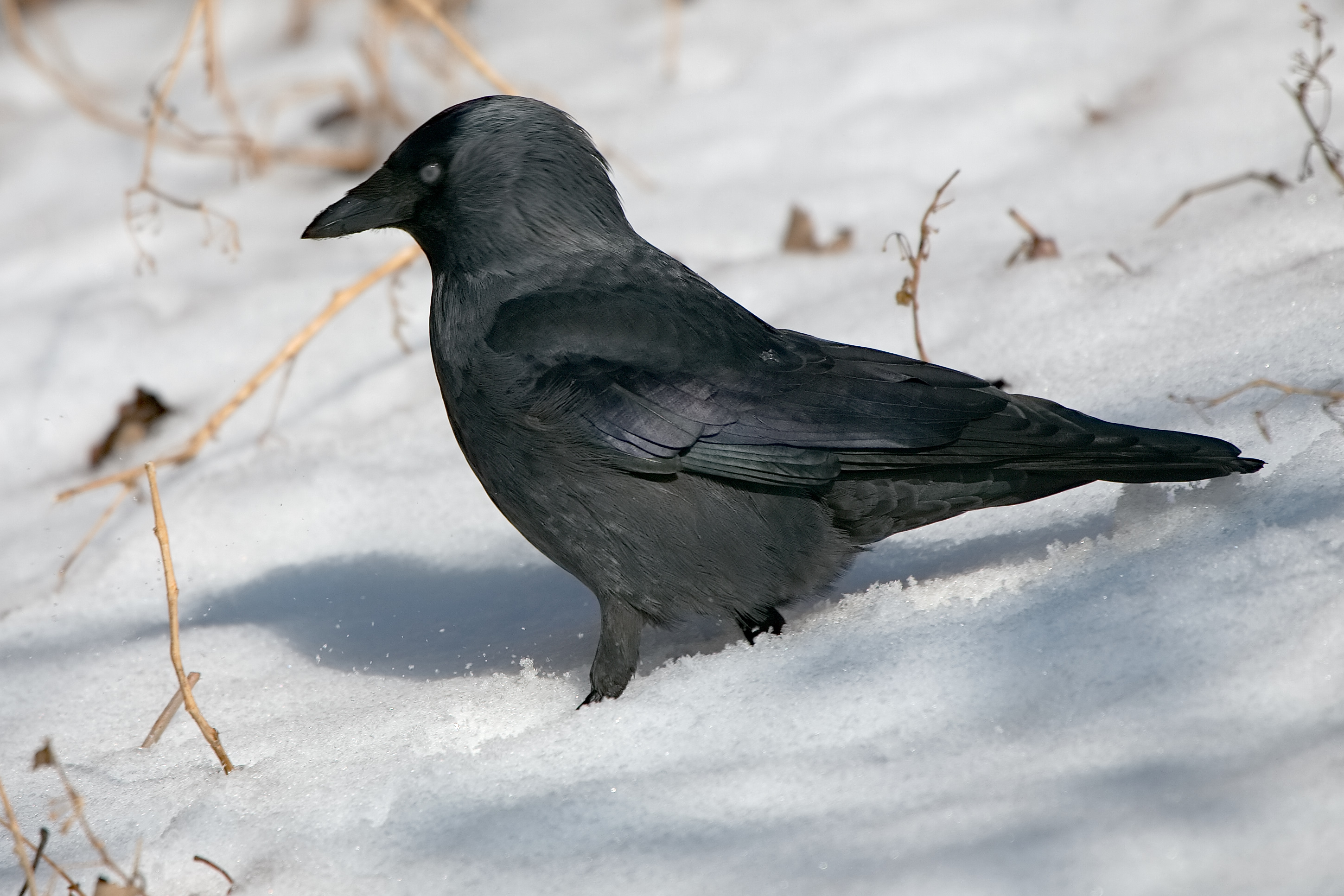
Kauw (Corvus monedula, ook Coloeus monedula)
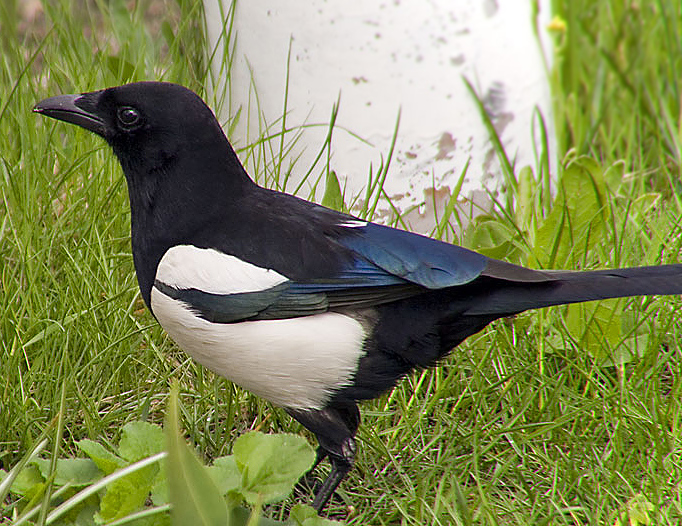
Ekster (Pica pica)
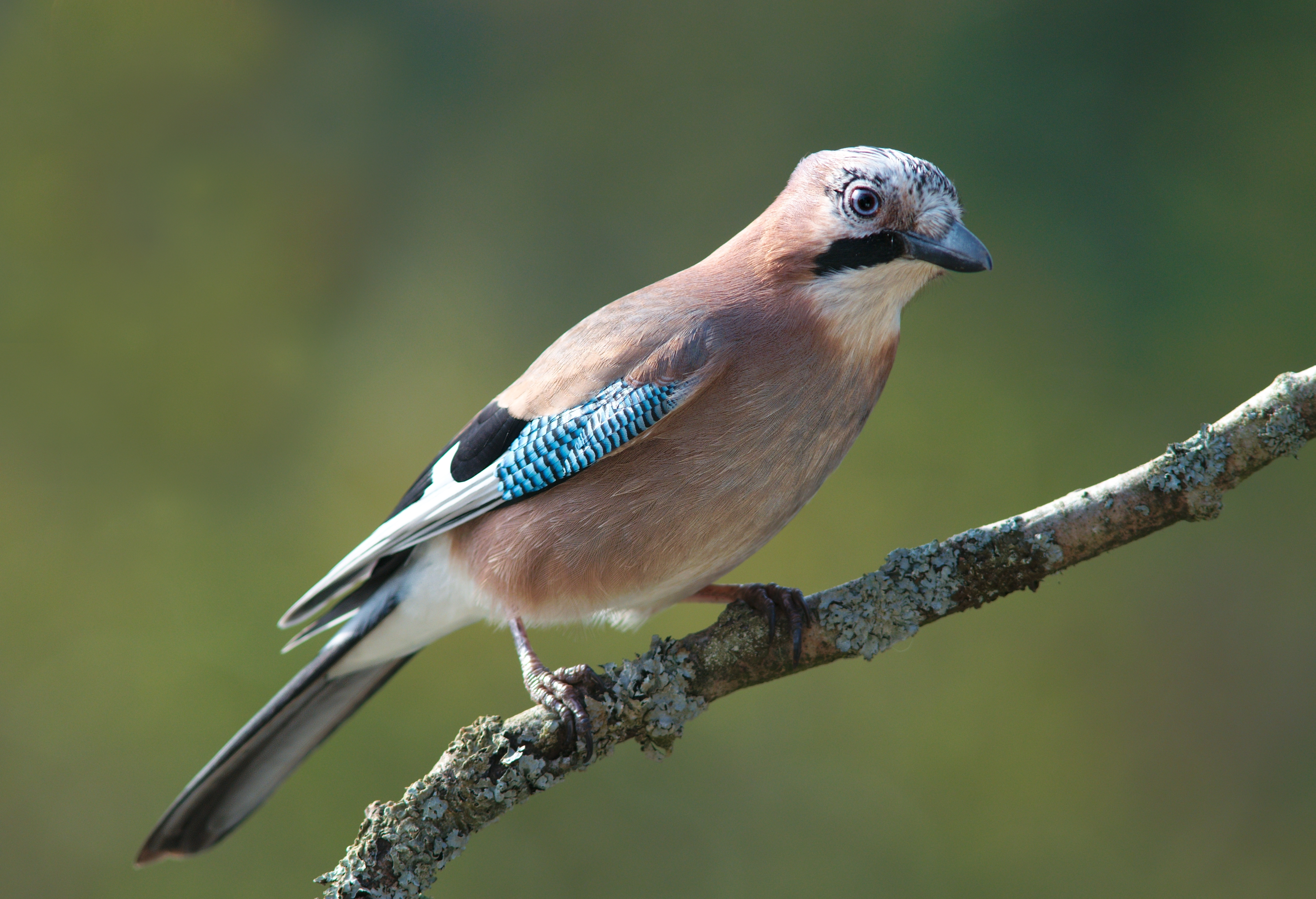
Gaai (Garrulus glandarius)
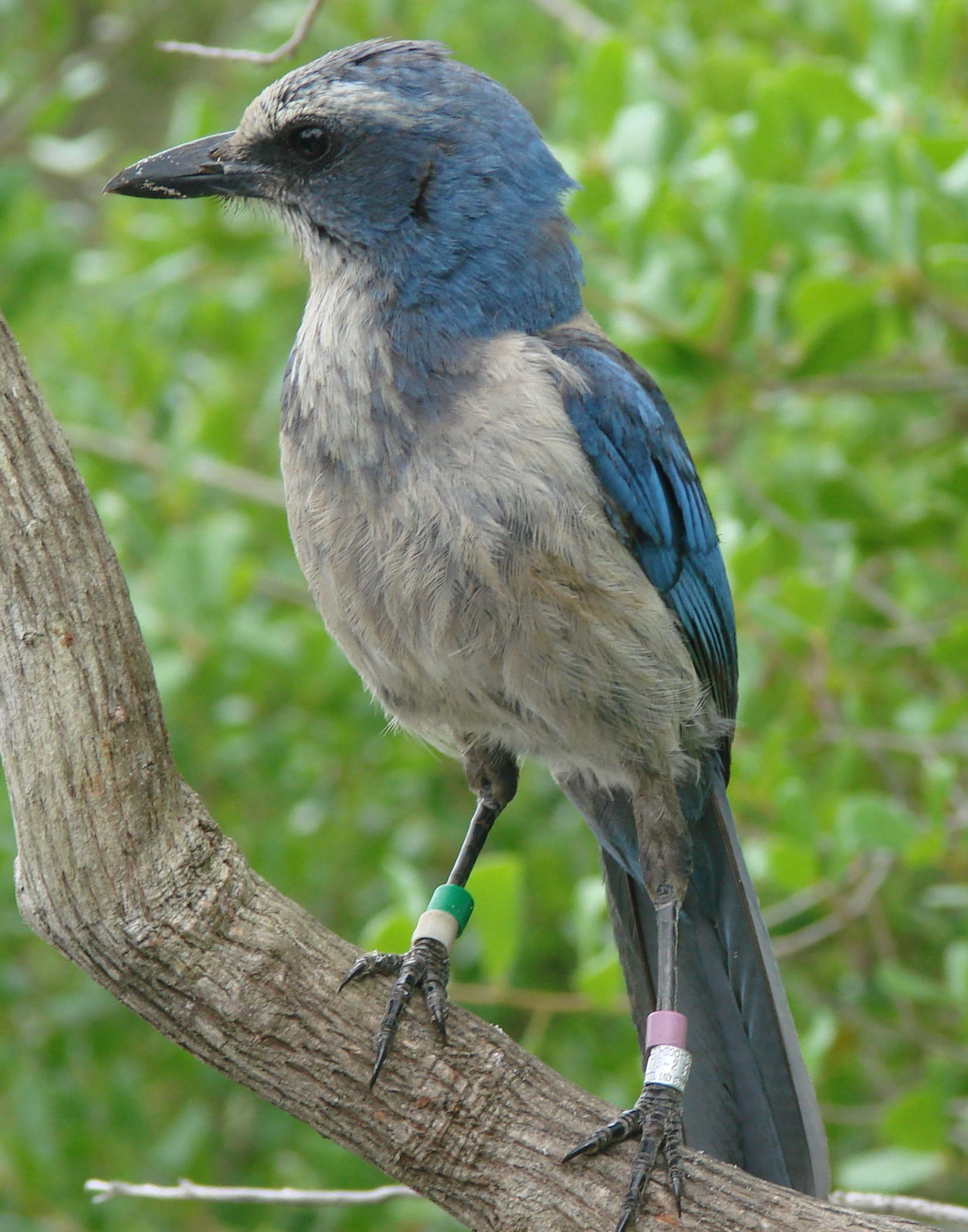
Struikgaai (Aphelocoma coerulescens)
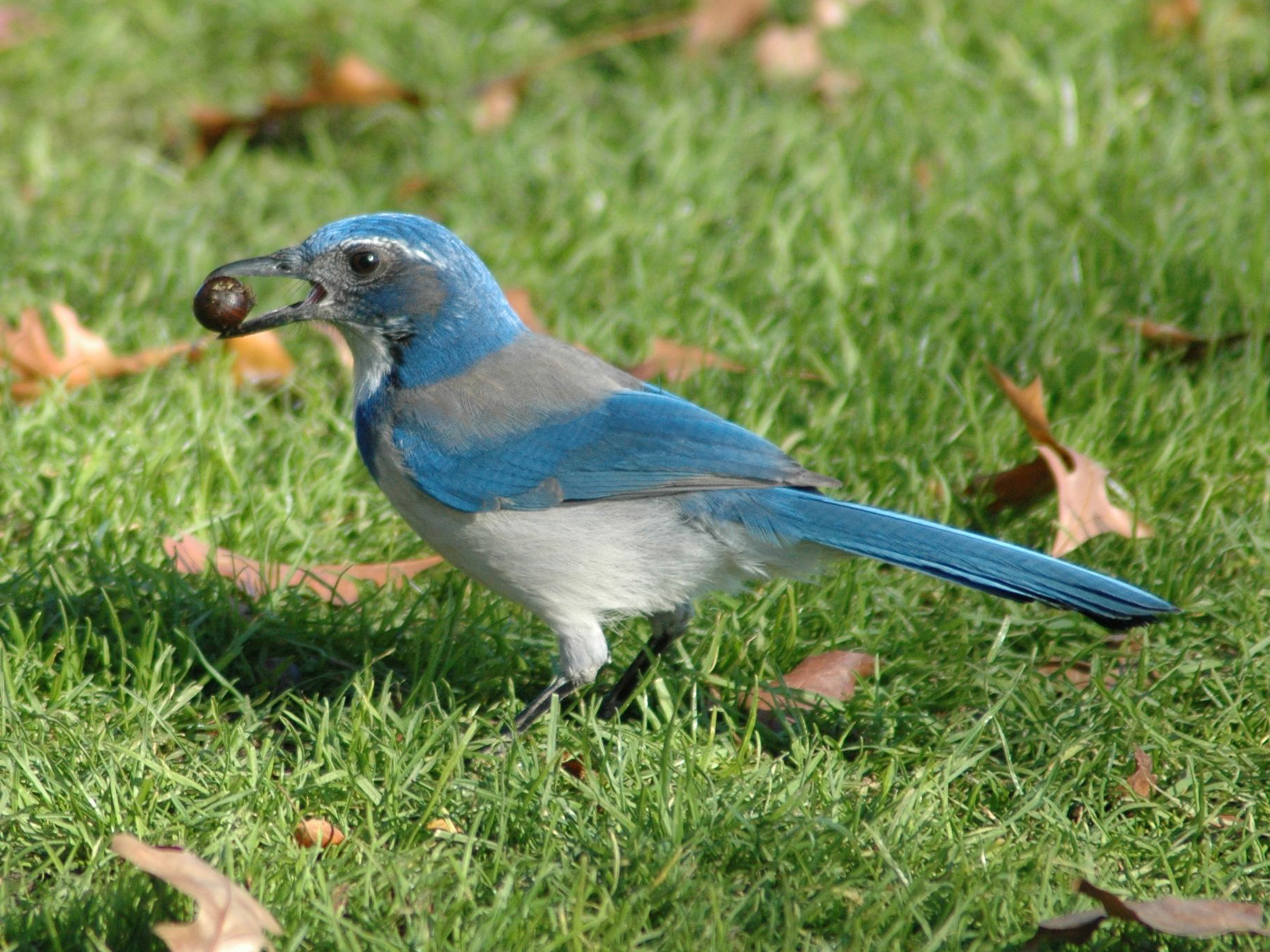
Westelijke struikgaai (Aphelocoma californica)
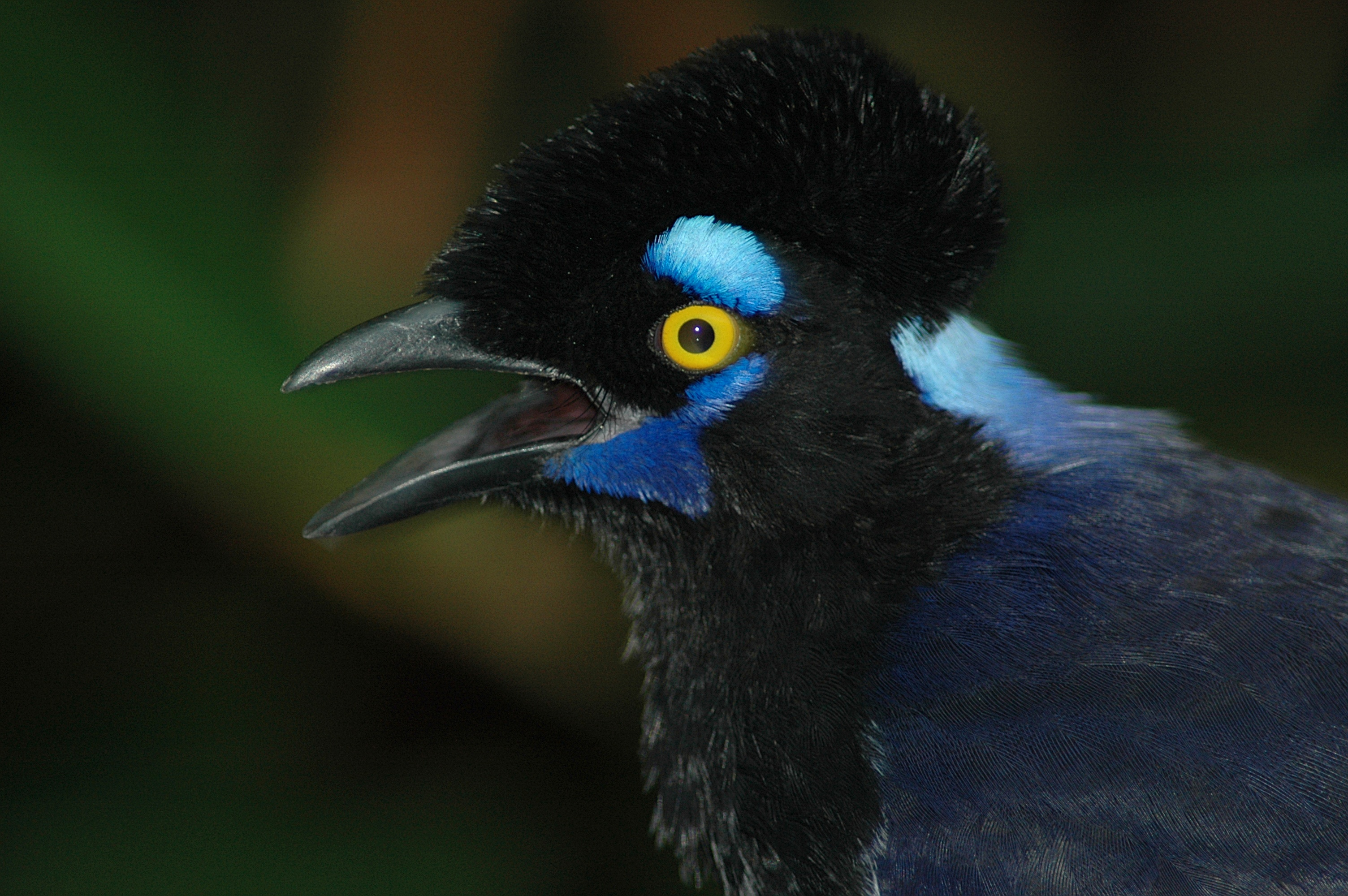
Pluchekapgaai (Cyanocorax chrysops)
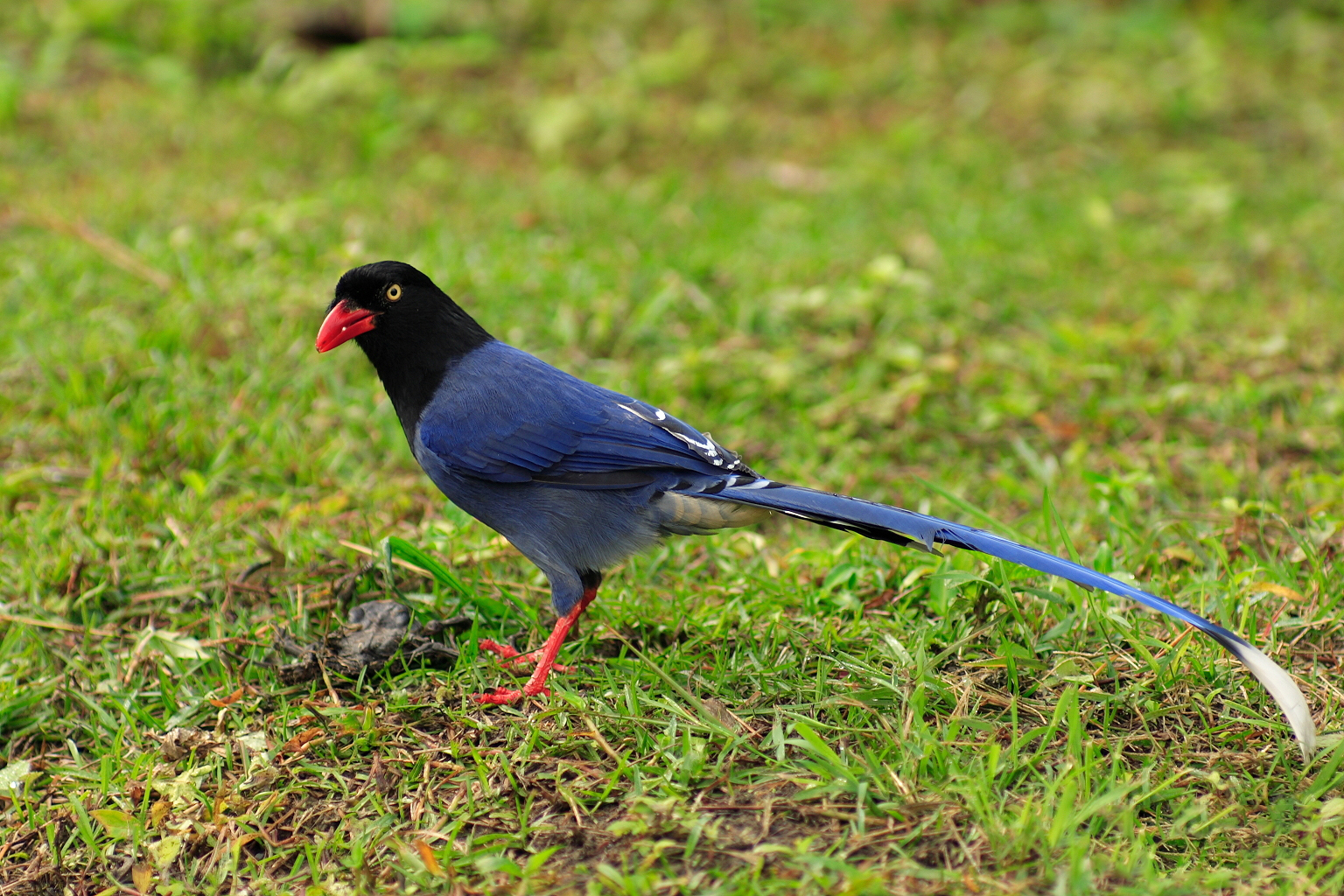
Taiwankitta (Urocissa caerulea)
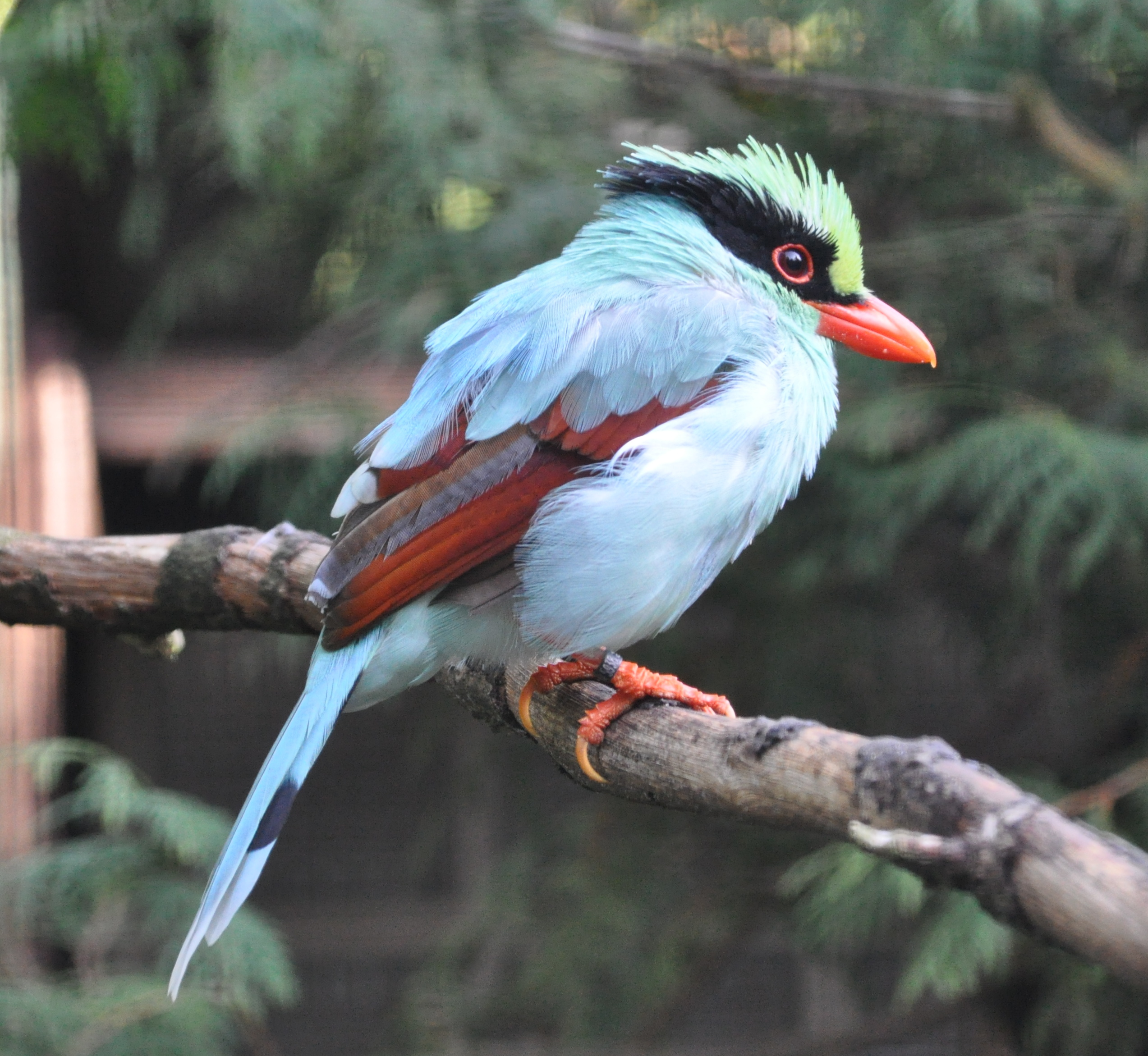
Geelbuikkitta (Cissa hypoleuca concolor)
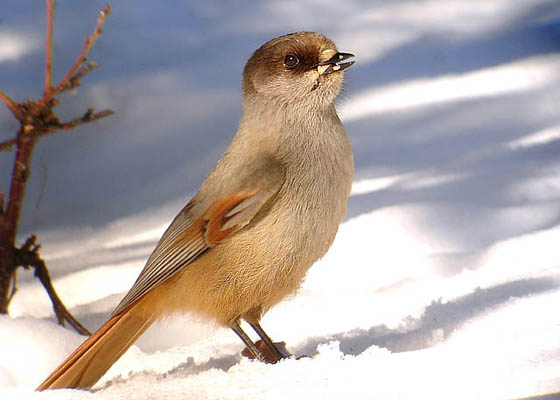
Taigagaai (Perisoreus infaustus)
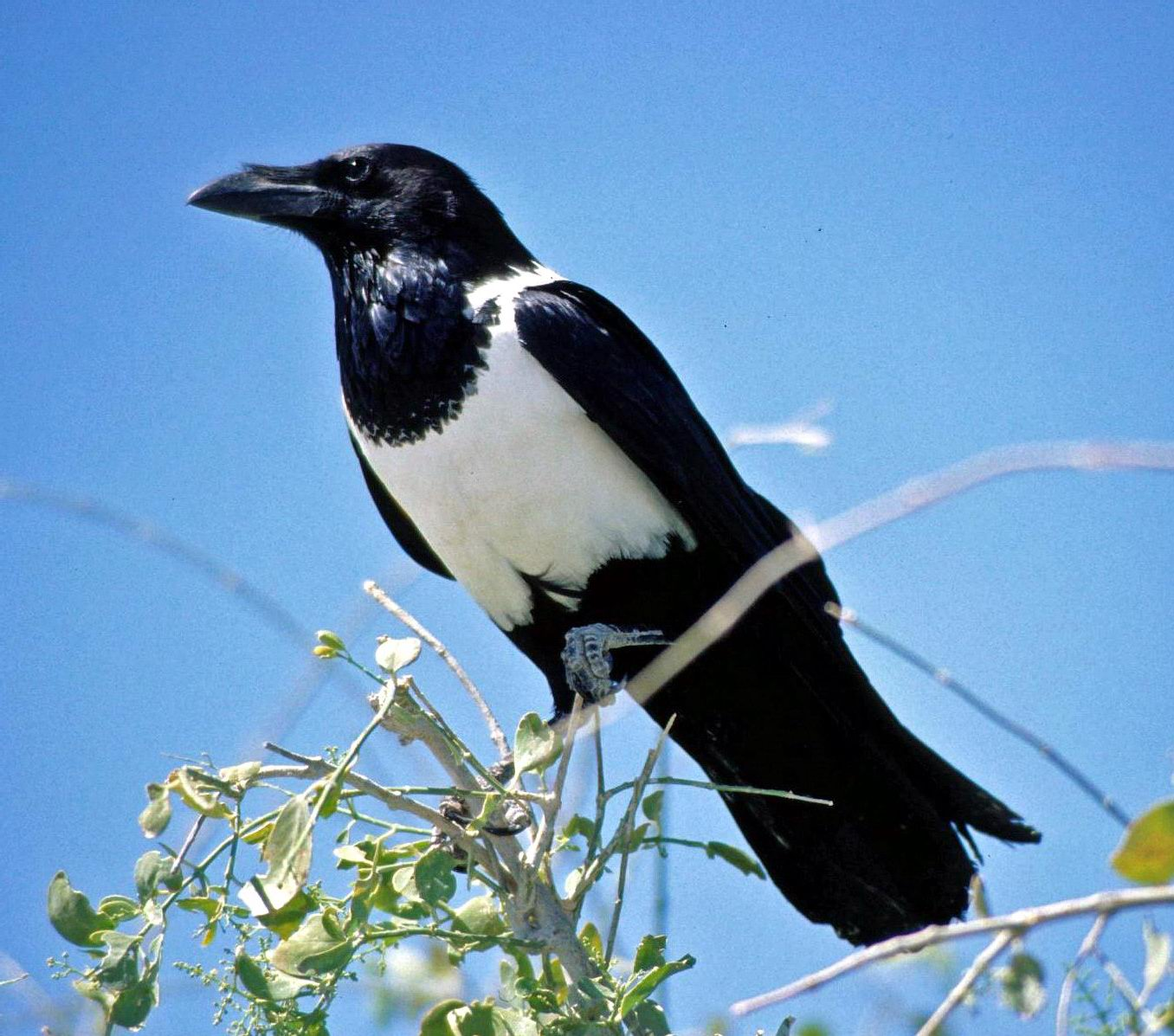
Schildraaf (Corvus albus)
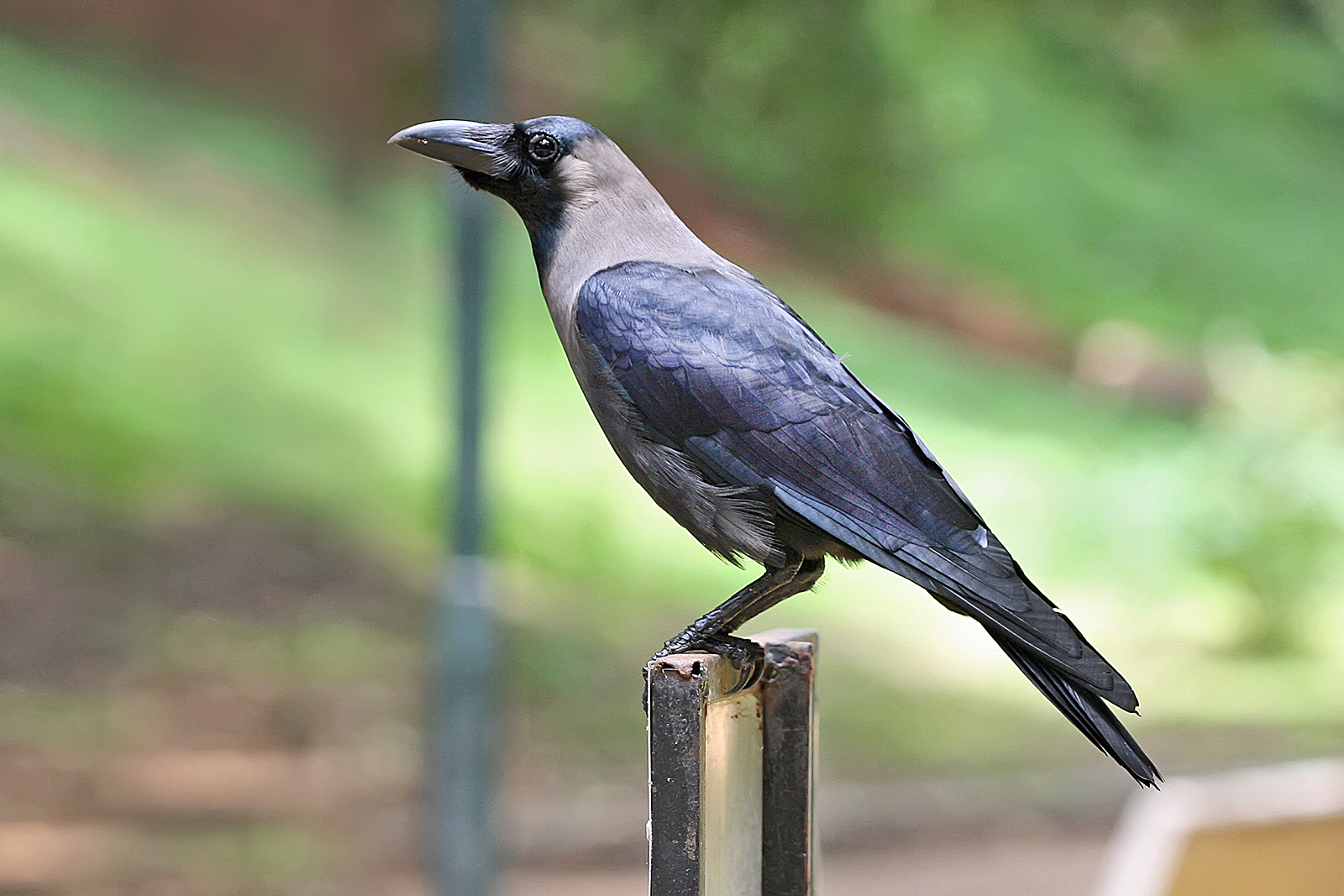
Huiskraai (Corvus splendens)
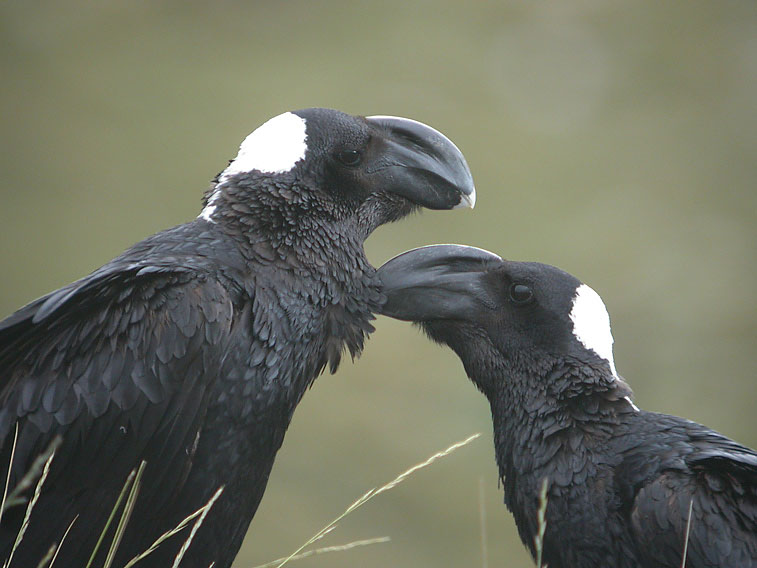
Dikbekraaf (Corvus crassirostris)

## Taxonomie[1]
Afzonderlijke geslachten
- Geslacht Platysmurus (2 soorten zwarte gaaien)
- Geslacht Perisoreus (3 soorten gaaien, waaronder de taigagaai )

Gaaien van de Nieuwe Wereld
- Geslacht Cyanolyca (9 soorten)
- Geslacht Cyanocorax (20 soorten gaaien)
- Geslacht Cyanocitta (2 soorten waaronder de blauwe gaai)
- Geslacht Aphelocoma (6 soorten)
- Geslacht Gymnorhinus (1 soort: pinyongaai)

Gaaien van de Oude Wereld
- Geslacht Garrulus (3 soorten waaronder 'gewone' gaai)
- Geslacht Podoces (vier soorten steppegaaien)

Afzonderlijke geslachten uit het Oriëntaals gebied
- Geslacht Cyanopica (2 soorten waaronder de blauwe ekster)
- Geslacht Urocissa (5 soorten kitta's)
- Geslacht Cissa (4 soorten kitta's waaronder de groene kitta)

Boomeksters
- Geslacht Dendrocitta (7 soorten boomeksters)
- Geslacht Crypsirina (2 soorten)
- Geslacht Temnurus (1 soort: trapstaartekster)

Holarctische eksters
- Geslacht Pica (7 soorten waaronder de 'gewone' ekster)
- Geslacht Zavattariornis (1 soort: acaciagaai)

Notenkrakers
- Geslacht Nucifraga (3 soorten notenkrakers waaronder de 'gewone' notenkraker)

Alpenkauw en -kraai
- Geslacht Pyrrhocorax (alpenkauw en -kraai)

Piapiac
- Geslacht Ptilostomus (piapiac)

Kauwen
- Geslacht Coloeus (2 soorten kauwen, waaronder 'gewone' kauw)

Echte kraaien
- Geslacht Corvus (meer dan 45 soorten waaronder zwarte kraai en raaf)